# 超ムーの世界
『超ムーの世界』（ちょうムーのせかい）は、2014年よりエンタメ〜テレで放送されていたオカルト番組。
『超ムーの世界』は2014年6月7日 - 8月17日の全6回放送。『超ムーの世界 第二章』は2015年2月2日 - 4月20日の全6回放送。また、第二章終了後の5月4日からはレギュラー化され『超ムーの世界R』が放送開始した。

## 概要
オカルト雑誌ムーとのコラボレーション番組で、2014年6月7日より放送を開始。UFO、UMA、予言、秘密結社、都市伝説などオカルトに関する話題を出演者が紹介・議論していくものである。番組中には、島田秀平の開運講座（手相のコーナー）やオススメパワースポット紹介のコーナーが入る。
出演者は、芸人の島田秀平、キックのほか、ムー編集長の三上丈晴、超常現象・怪奇現象研究家の並木伸一郎、Tocana編集長角由紀子。また、番組冒頭と最後のナレーションは番組開始より声優の二又一成が担当していたが、2018年途中より俳優の萩原聖人が担当している。
「エンタメ～テレ」は、2018年に放映された番組内にて、出演者のキックが紹介した内容が「著作権侵害の恐れが高い」との著作者からの指摘を受け、2022年9月14日、「エンタメ～テレ」は該当回の放送・配信を停止したと発表した。
また、当事者キックは番組に降板を申し出て降板した。番組サイトでは、著作権侵害の謝罪文と共に＃176以降、キック氏の出演予定はがないことを掲載した。
2023年2月20日放送分（＃186）で番組終了が発表された。

## 出演者
- 島田秀平 - MC
- 三上丈晴（月刊ムー編集長）
- 並木伸一郎

- 角由紀子（Tocana編集長） - 『超ムーの世界』#3より出演

過去の出演者
- キック

## 放送時間
超ムーの世界
第1・第3土曜日 - 23:05  -  24:00
超ムーの世界 第二章
隔週 - 25:00 - 25:55
超ムーの世界R
隔週 月曜 - 25:00 - 25:55

## スタッフ
- ナレーター
  - 二又一成 - 番組開始から2018年途中まで
  - 萩原聖人
- CAM - 西村幸時
- AD - 嶋左近、中谷諒平
- ディレクター - 中山大樹
- プロデューサー - 桑原裕一、瀧本圭司
- 技術協力 - mobu
- EED・MA - イレブングラフィックス
- 制作協力 - セブンエー
- 製作・著作 - エンタメ〜テレ

## 番組DVD
- 超ムーの世界（2015年5月22日発売、AMGエンタテインメント[4]） - セブン&アイ限定販売
- 超ムーの世界 第二章（2015年12月18日発売、AMGエンタテインメント） - セブン&アイ限定販売
- 超ムーの世界R（2016年7月2日発売、AMGエンタテインメント） - セブン&アイ限定販売
- 超ムーの世界R2（2017年6月2日発売、AMGエンタテインメント）
- 超ムーの世界R3（2017年12月2日発売、AMGエンタテインメント）
- 超ムーの世界R4（2018年4月4日発売、AMGエンタテインメント）
- 超ムーの世界R5（2018年5月2日発売、AMGエンタテインメント）
- 超ムーの世界R6（2018年9月5日発売、AMGエンタテインメント）
- 超ムーの世界R7（2019年1月5日発売、AMGエンタテインメント）
- 超ムーの世界R8（2019年4月26日発売、AMGエンタテインメント）
- 超ムーの世界R9（2019年9月4日発売、AMGエンタテインメント）
- 超ムーの世界R10（2020年1月7日発売、AMGエンタテインメント）
- 超ムーの世界R11（2020年5月2日発売、AMGエンタテインメント）
- 超ムーの世界R12（2020年9月2日発売、AMGエンタテインメント）
- 超ムーの世界R13（2021年1月6日発売、AMGエンタテインメント）
- 超ムーの世界R14（2021年4月21日発売、AMGエンタテインメント）
- 超ムーの世界R15（2021年9月3日発売、AMGエンタテインメント）
- 超ムーの世界R16（2022年1月7日発売、AMGエンタテインメント）
- 超ムーの世界R17（2022年4月22日発売、AMGエンタテインメント）
- 超ムーの世界R18（2022年9月2日発売、AMGエンタテインメント）
- 超ムーの世界R19（2023年1月6日発売、AMGエンタテインメント）

※「超ムーの世界／超ムーの世界R」DVDは2023年5月29日で販売終了。